# Deutscher Fernsehfunk
Deutscher Fernsehfunk (en català, «Televisió alemanya»), abreujat en alemany com DFF, va ser l'empresa pública de televisió a la República Democràtica Alemanya. Juntament amb la ràdio Rundfunk der DDR, va formar part del sistema estatal de mitjans de comunicació a l'Alemanya Oriental des de 1952 fins al seu tancament en 1991.
Amb seu a Adlershof (Berlín Oriental), el primer canal va començar les seves emissions en proves el 21 de desembre de 1952, i a nivell regular el 3 de gener de 1956. En els seus primers anys, aspirava a convertir-se en un servei influent a Alemanya, aleshores dividida en dos Estats. No obstant això, en 1972 va passar a anomenar-se Fernsehen der DDR (en català, «Televisió de la RDA») i va limitar la seva activitat al país.
En temps de l'estat socialista, l'empresa pública va estar controlada directament pel govern de la RDA i pel Comitè Central del Partit Socialista Unificat d'Alemanya (SED). La caiguda del mur de Berlín i la posterior reunificació alemanya van motivar la desaparició de DFF el 31 de desembre de 1991. El servei va estar reemplaçat per diverses radiodifusores regionals integrades en l'ARD.
DFF va ser membre de l'Organització Internacional de Ràdio i Televisió.

## Antecedents
Al final de la Segona Guerra Mundial, Alemanya va estar ocupada per les forces aliades i des de 1949 va quedar dividida en dos estats: la República Democràtica Alemanya —afavorida pels estats socialistes— i la República Federal Alemanya —amb el suport de les forces nord-americanes, britàniques i franceses. El mitjà de comunicació predominant en el bloc de l'Est era la ràdio, sense que la televisió es veiés com una cosa prioritària. No obstant això, la situació va canviar quan les radiodifusores d'Alemanya Federal, com la Nordwestdeutscher Rundfunk d'Hamburg, van iniciar emissions en proves de televisió als seus respectius territoris, on d'incloïa Berlín Occidental. Tot això va fer que el govern de Walter Ulbricht planifiqués el seu propi canal de televisió nacional dirigit al conjunt d'Alemanya.
Les autoritats d'Alemanya Oriental van inaugurar l'11 de juny de 1950 un estudi de televisió a Adlershof, als afores de Berlín Oriental, amb l'objectiu d'iniciar el servei regular abans que l'Alemanya Federal. El 25 de novembre de 1950, van començar les emissions experimentals del «centre de televisió de Berlín», limitades a la capital, i es va treballar en la instal·lació de transmissors en tot el territori nacional.

## Història

### Emissió en proves

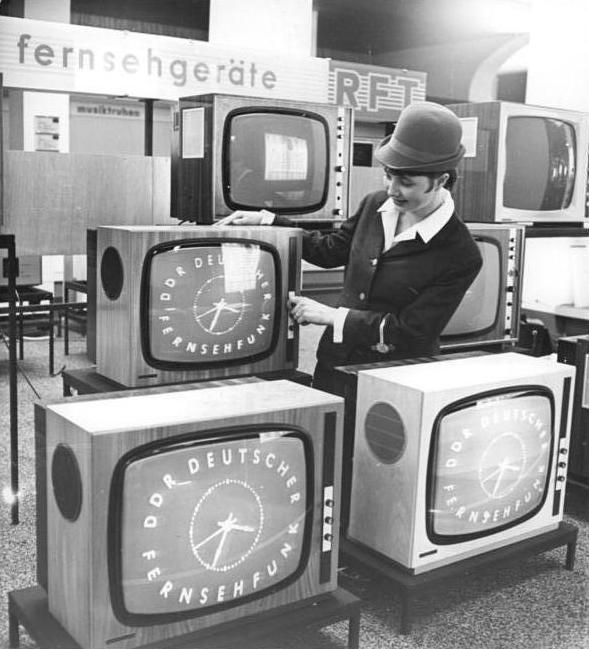
Exposició de televisors a Leipzig.

La televisió de la RDA es va engegar a les 20:00 hores del 21 de desembre de 1952, en període de proves, quatre dies abans que la República Federal llancés el seu primer canal nacional. L'efemèride coincidia amb el naixement de Ióssif Stalin. Aleshores, el senyal estava restringit a dues hores de reportatges i l'informatiu Aktuelle Kamera, que només podien sintonitzar-se al Berlín Oriental.
Durant el seu primer any de vida, les autoritats socialistes van exercir un major control informatiu sobre la ràdio pública (Rundfunk der DDR) perquè la televisió encara no era un mitjà massiu, en part a causa de l'elevat preu dels televisors (3500 marcs) respecte al salari mitjà de l'època (300 marcs). La situació va canviar radicalment després de la revolta de 1953: a l'any següent, el govern va nomenar com a nou director Heinz Adameck, un alt funcionari del Partit Socialista Unificat d'Alemanya (SED), que es va mantenir en el càrrec durant els següents 35 anys.

### Deutscher Fernsehfunk(1956-1972)
Després d'ampliar la cobertura de televisió a la resta de la RDA, la televisió pública va començar les seves emissions oficials el 3 de gener de 1956, sota el nom de Deutscher Fernsehfunk (DFF, «Televisió alemanya»). Amb aquest apel·latiu es pretenia dissenyar un canal dirigit a tot Alemanya, cosa que també va fer Alemanya Federal amb la primera cadena de l'ARD; els transmissors de Berlín Oest i la frontera emetien amb tal potència que la televisió federal era sintonizable en gairebé tota Alemanya Oriental, excepte en dues regions anomenades popularment «vall dels desorientats».
El nou mitjà es va popularitzar gràcies a una rebaixa en el preu dels televisors, fins a aconseguir el milió d'unitats venudes. En 1957, es va establir la primera connexió en directe amb l'estranger —una desfilada militar a Praga—, i un any després, la programació va ser ampliada a l'horari matinal i els caps de setmana.
DFF era popular entre la població pels seus programes d'entreteniment, entre ells la sèrie infantil Sandmännchen, el drama policial Polizeiruf 110, i la sèrie Der Staatsanwalt hat das Wort.No obstant això, els serveis informatius estaven controlats per les autoritats socialistes i no van tenir la mateixa acceptació, doncs molts ciutadans preferien seguir els butlletins d'ARD i ZDF. De fet, la televisió oriental va haver de canviar l'horari del Aktuelle Kamera a les 19:30 per no coincidir amb el Tagesschau de l'ARD a les 20:00. Un altre espai similar va ser Der schwarze Kanal, en el qual es criticaven les notícies publicades en els mitjans del bloc occidental.
Després de la construcció del mur de Berlín a l'agost de 1961, la RDA va engegar campanyes per intentar que els seus ciutadans no sintonitzessin les transmissions de l'Alemanya Occidental. L'estat socialista no podia bloquejar el senyal directament, doncs s'arriscava a un conflicte diplomàtic amb la RFA per interferir el seu senyal al seu propi país. En canvi, la Joventut Lliure Alemanya, l'organització oficial de la joventut de la RDA, va iniciar en 1961 la campanya Blitz contra Natosender («Atac contra les estacions de l'OTAN») per encoratjar als joves a retirar o danyar les antenes que apuntaven a l'oest. El terme Republikflucht («sortir del país sense permís») s'usava de vegades per descriure la pràctica generalitzada de veure Westfernsehen («televisió occidental»). Així i tot els ciutadans continuaven veient la televisió occidental, la qual cosa va portar al desenvolupament de Der schwarze Kanal.
Deutscher Fernsehfunk era membre de l'Organització Internacional de Ràdio i Televisió, una xarxa destinada a l'intercanvi de programes amb altres països d'òrbita socialista. Gràcies a l'aliança, el primer canal va començar a emetre sèries procedents de Polònia, Hongria i Txecoslovàquia en els anys 1960.
La televisió va quedar consolidada el 3 d'octubre de 1969 amb la inauguració del segon canal de televisió, DFF2, amb programació vespertina i en color. L'Alemanya Oriental va adoptar l'estàndard SECAM, empleat a França i el bloc de l'Est, per diferenciar-se de les emissions en PAL d'Alemanya Occidental. No obstant això, el servei en blanc i negre es va mantenir fins a la reunificació perquè els televisors en color eren un bé escàs. Quatre dies després, en el vintè aniversari de la RDA, el govern oriental va inaugurar la torre de telecomunicacions de Berlín, l'edifici més alt d'Alemanya.

### Fernsehen der DDR(1972-1990)

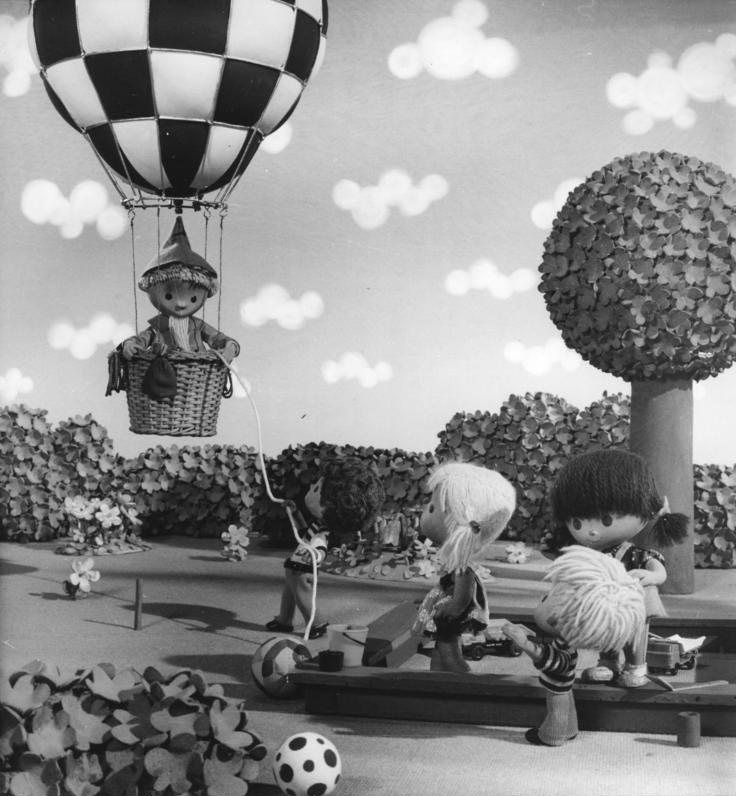
Sandmännchen va ser una de les sèries més populars d'Alemanya Oriental.

A principis de la dècada de 1970, la línia del partit pel que fa a la televisió occidental s'havia tornat molt més relaxada i, en alguns casos, la gent va obtenir permisos de construcció per erigir grans torres d'antenes en àrees de recepció perifèrica. Les antenes, sorprenentment aixecades en els sostres dels edificis, segueixen sent una vista comuna a les antigues ciutats d'Alemanya Oriental.
El nomenament d'Erich Honecker com a president de la RDA i l'estratègia de l'Ostpolitik va tenir el seu reflex en la televisió pública. L'11 de febrer de 1972, Deutscher Fernsehfunk va passar a anomenar-se Fernsehen der DDR («Televisió de la RDA»), com a part de l'Acord Bàsic pel qual tant la RDA com la RFA es reconeixien mútuament com a Estats diferents. El senyal dels dos canals de DFF estava restringida a Alemanya Oriental i Berlín, però ARD i ZDF seguien sent sintonizables dins del mateix territori.
La direcció de la DFF va incrementar les inversions en el departament d'entreteniment. El primer canal va assumir una programació generalista, mentre que el segon es va convertir en una televisió educativa. Els serveis informatius van seguir sota control estatal, doncs només podien usar fonts oficials del SED. No obstant això, en els anys 1970 va haver una tímida obertura a l'Europa Occidental amb l'emissió de les primeres sèries occidentals, entre elles dues produccions de Televisió Espanyola: Curro Jiménez i Los camioneros.
En la dècada de 1980, va haver un canvi d'estratègia perquè DFF1 i DFF2 competissin entre si. El material tècnic va ser renovat per complet i van incloure sistemes que permetien treballar amb SECAM i PAL. A més, al segon canal es va crear el bloc vespertí «Elf 99». En aquest moment el 93% dels alemanys orientals disposava d'un televisor en la seva llar.

#### Caiguda del mur de Berlín
A la fi de 1989, hi va haver nombroses manifestacions en el bloc de l'Est, en què s'hi inclou l'Alemanya Oriental, per la democràcia i la llibertat de circulació. La televisió pública no ho va reflectir fins que el president Honecker va ser cessat a l'octubre i reemplaçat per Egon Krenz. Si més no, el control editorial del govern es va mantenir, l'informatiu Aktuelle Kamera va començar a emetre reportatges crítics i fins i tot notícies sobre les opositores «manifestacions del dilluns». Al novembre del mateix any es va produir la cancel·lació d'espai propagandístic Der schwarze Kanal.
La caiguda del mur de Berlín el 9 de novembre de 1989 va precipitar els esdeveniments: Fernsehen der DDR va oferir la roda de premsa de Günter Schabowski, que va propiciar la desaparició de la frontera, i els esdeveniments posteriors es van retransmetre en directe pel segon canal. El director de l'empresa pública, Heinz Adameck, va ser cessat després de 35 anys de servei i reemplaçat per un comitè independent. A partir de llavors, es van desenvolupar informatius plurals i debats, però la plantilla va extremar les precaucions perquè la Stasi (la policia secreta germano-oriental) va mantenir un despatx a la seu de Aldershof fins a desembre.
Al febrer de 1990, la Cambra del Poble (el parlament de la RDA) va confirmar la independència dels mitjans públics de l'Alemanya Oriental, a l'espera de la reunificació. La televisió va tornar a anomenar-se Deutscher Fernsehfunk i es va unir al conveni de canals de parla germana 3sat.

### Desaparició
La reunificació alemanya, confirmada el 3 d'octubre de 1990, va ser el principi de la fi de Deutscher Fernsehfunk. A Alemanya, la radiodifusió és competència dels Estats federats segons la Llei Fonamental, per la qual cosa no podia haver un servei únic per a l'antiga Alemanya Oriental. L'article 36 del tractat d'unificació establia que la ARD absorbiria la infraestructura i arxius de DFF abans del 31 de desembre de 1991, a través de noves organitzacions regionals. El primer canal oriental es convertiria a Das Erste, mentre que el segon formaria part del servei regional.
El 15 de desembre de 1990, el primer canal de DFF va desaparèixer i va ser reemplaçat pel senyal de Das Erste. Les funcions de DFF van ser transferides al segon canal, que havia canviat el nom pel de DFF Länderkette, la programació del qual assumia una estructura regional basada en la nova divisió territorial.
D'altra banda, l'ARD va anunciar la distribució de les radiodifusores regionals per a l'antiga Alemanya Oriental. Es van crear dues noves organitzacions, Ostdeutscher Rundfunk Brandenburg (ORD: Brandenburg) i Mitteldeutscher Rundfunk (MDR: Saxònia, Turíngia i Saxònia-Anhalt); Berlín Est s'integrava en la radiodifusora de la capital Sender Freies Berlin (SFB), i la regió de Mecklenburg quedava sota control de Norddeutscher Rundfunk. Els nous grups es van engegar l'1 de gener de 1992, fet que va certificar el final del radiodifusor de l'extinta RDA.

## Serveis
Deutscher Fernsehfunk va tenir dos canals de televisió:
- DFF 1 — El primer canal de DFF va començar a emetre el 21 de desembre de 1952. La seva programació era generalista i estava composta per informatius, programes d'entreteniment, documentals, espais infantils i esdeveniments especials. El 15 de desembre de 1990 va ser reemplaçat per Das Erste.[26]
- DFF 2 — El segon canal es va engegar el 3 d'octubre de 1969. Durant bona part de la seva història va tenir una programació educativa basada en cursos, espais divulgatius i reposicions del primer canal. A partir dels anys 1980 va passar a estar orientat al públic juvenil, l'espai del qual més emblemàtic va ser Elf 99.[20] El 15 de desembre de 1990 es va convertir al primer canal, anomenat DFF Länderkette, i en la matinada del 31 de desembre de 1991 va ser reemplaçat pels canals regionals de l'ARD.[26]

Les emissions de ràdio corresponien a l'empresa Rundfunk der DDR, independent de DFF.

## Finançament

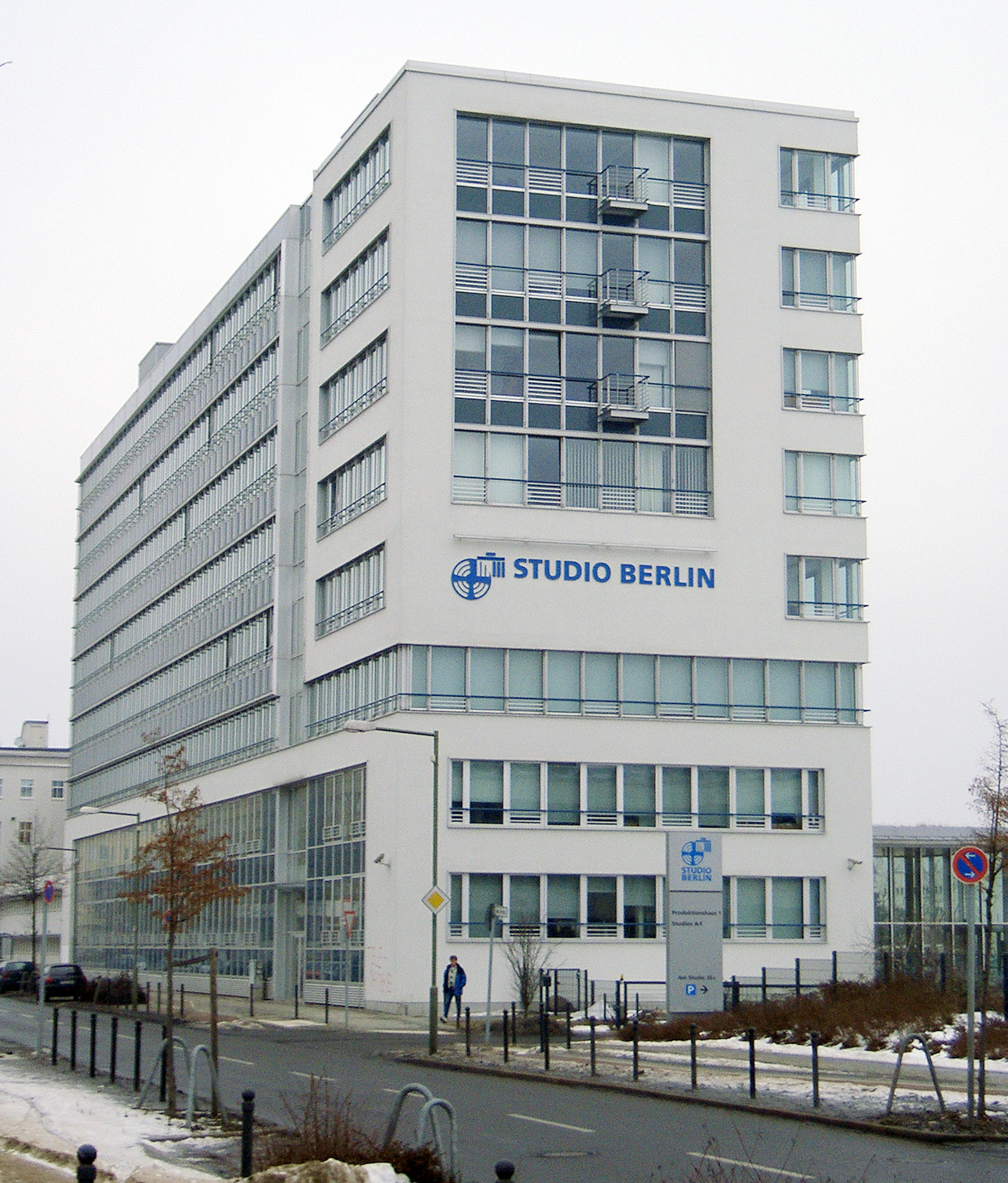
Antiga seu de DFF a Adlershof, reconvertida en Studio Berlin.

Igual que succeïa a l'Alemanya Federal, els mitjans públics de la República Democràtica Alemanya es finançaven amb un impost directe sobre la propietat d'aparells receptors. La taxa anual era de 10,50 marcs per una ràdio i un televisor en cada llar, i servia per mantenir tant la ràdio pública (Rundfunk der DDR) com la televisió pública (Deutscher Fernsehfunk).
En els anys 1980, la taxa mai es va incrementar, per la qual cosa el govern de la RDA cobria el pressupost amb aportacions directes i amb la venda de drets internacionals. En 1982 es van recaptar més de 115 milions de marcs a través d'impostos directes, però la despesa total en 1983 va ser de 224 milions i en 1989 va ascendir fins als 318 milions.
Els canals de televisió de DFF tenien publicitat, però com l'Alemanya Oriental era una economia planificada, s'anunciaven productes disponibles i les marques no competien entre si. Entre 1959 i 1976, va haver un programa especialitzat, Tausend Tele-Tips (TTT), amb una tarifa publicitària entre 9000 i 12 000 marcs. No obstant això, el govern d'Honecker va limitar els anuncis televisats a campanyes institucionals i TTT va ser cancel·lat. Entre 1990 i 1991 es va recuperar la publicitat comercial, amb un contracte atorgat a l'agència francesa IP.

## Emissió
La seu central de Deutscher Fernsehfunk estava situada a Adlershof, Berlín Est, en un edifici que actualment és la seu de la productora Studio Berlin. La radiodifusora emetia un únic senyal nacional per tota Alemanya Oriental, la qual cosa li diferenciava de l'estructura federal de l'ARD. Com la RDA aspirava convertir-la a l'únic canal públic d'Alemanya, es va escollir el sistema de difusió occidental de VHF en comptes de l'estàndard del bloc de l'Est.
Des del primer dia, els canals de televisió d'Alemanya Occidental emetien amb molta potència a través de transmissors situats a les fronteres de la RDA, així com a Berlín Oest. D'aquesta manera, el senyal occidental abastava tot el territori oriental excepte dues zones aïllades, conegudes popularment com a «vall dels desorientats»: en l'extrem nord-est (Greifswald) i en l'extrem sud-est (Dresden). Per contra, DFF només podia sintonitzar-se a Berlín Oest des dels anys 1970.
Quan DFF va adoptar en 1969 la televisió en color, va triar l'estàndard SECAM, comú en el bloc de l'Est, en comptes del sistema PAL utilitzat per Alemanya Federal. En principi, tots dos sistemes eren incompatibles entre si, i els primers televisors venuts en la RDA no podien captar el senyal de les televisions occidentals. No obstant això, algunes empreses van començar a vendre mòduls PAL que sortejaven la limitació. En 1977, la RDA va acabar autoritzant la venda de televisors amb doble sistema PAL-SECAM. DFF no va canviar a l'estàndard PAL fins al 15 de desembre de 1990.

## Direcció de l'ens

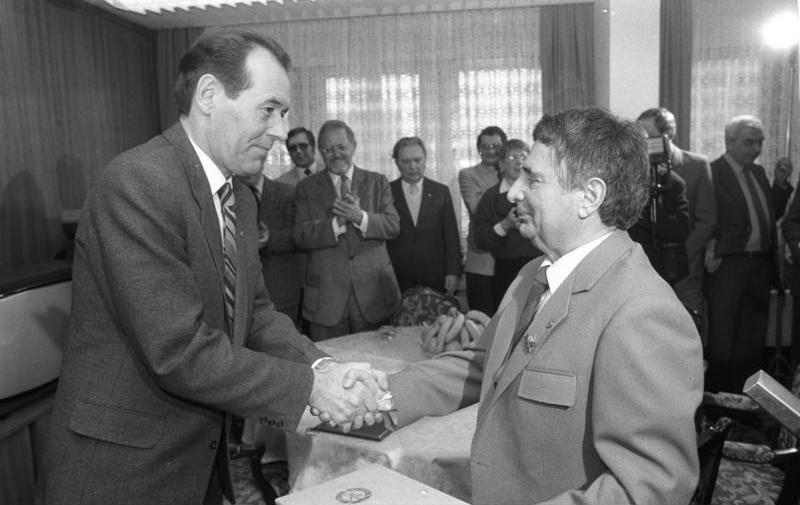
Heinz Adameck (dreta) encaixa la mà de Joachim Herrmann, director del diari Neues Deutschland.

Fins a la desaparició de la República Democràtica d'Alemanya, el control de Deutscher Fernsehfunk era a càrrec del govern de la RDA i del Comitè Central del Partit Socialista Unificat d'Alemanya (SED). Al principi, el màxim òrgan estatal era el Comitè de l'Estat per a la ràdio. En 1958 es va constituir un comitè específic per a televisió, que li separava de la ràdio Rundfunk der DDR. El director, durant 35 anys i fins a la caiguda del règim comunista, va ser Heinrich «Heinz» Adameck, membre d'alt rang del SET. En 1990, ja amb el mur de Berlín derrocat, la Cambra del Poble va establir la independència editorial.
- Hans Mahle (1950-1952)
- Hermann Zilles (1952-1953)
- Heinrich Adameck (1954-1989)
- Hans Bentzien (1989-1990)
- Michael Albrecht (1990-1991)